# Mariana Rossi
Mariana Rossi (2 gennaio 1979) è un'ex hockeista su prato argentina.

## Palmarès

### Olimpiadi
- 1 medaglia:
  - 1 bronzo (Pechino 2008)

### Mondiali
- 2 medaglie:
  - 1 oro (Perth 2002)
  - 1 bronzo (L'Aia 2014)

### Champions Trophy
- 2 medaglie:
  - 2 ori (Mönchengladbach 2008; Nottingham 2010)

### Giochi panamericani
- 1 medaglia:
  - 1 oro (Mendoza 2013)